# Bündnis 90/Die Grünen Hamburg
Bündnis 90/Die Grünen Hamburg ist der Hamburger Landesverband von Bündnis 90/Die Grünen.
Von 1984 bis 2012 war die „Grün-Alternative Liste“ (Kurzbezeichnung Grüne/GAL) der Landesverband der Grünen. 2012 wurde die Umbenennung in „Bündnis 90/Die Grünen Hamburg“ beschlossen.

## Geschichte

### Ursprung
Erste grüne Formationen entstanden in Hamburg 1978. Zum einen gründete sich im März die vom Kommunistischen Bund (KB) initiierte und organisatorisch (nicht jedoch programmatisch) dominierte Bunte Liste – Wehrt euch, in der auch viele parteilose Aktive aus der Anti-Atomkraft-Bewegung und anderen Neuen sozialen Bewegungen, ehemalige SPD-Mitglieder um Holger Strohm (der Spitzenkandidat wurde), die in der Hamburger Linken unbedeutende maoistische KPD und unabhängige Linke mitarbeiteten. Daneben entstand ein Hamburger Ableger der Grünen Liste Umweltschutz (GLU), der sich vor allem wertkonservative und „bürgerliche“ Umweltschützer anschlossen. Zu einer Zusammenarbeit von Bunter Liste und GLU anlässlich der bevorstehenden Wahl kam es nicht – die Bunte Liste lehnte jede Zusammenarbeit mit der GLU ab, da deren Vorstand angeblich auch Mitglieder einer neurechten Solidaristischen Volksbewegung (SVB) angehörten, die sich auf Otto Strasser berufe. Bei den Bürgerschaftswahlen erreichte die Bunte Liste 3,5 % und die GLU 1,0 % der Stimmen; die Bunte Liste zog mit zwei Abgeordneten, darunter der späteren Bürgerschaftsabgeordneten Christina Kukielka, in die Bezirksversammlung von Hamburg-Eimsbüttel ein. Die Bunte Liste als Organisation zerfiel 1979/80 auf Grund der Auseinandersetzungen im KB, die zur Abspaltung der Gruppe Z führten.
Der erste Landesverband der Grünen in Hamburg entstand 1979 und wurde von Mitgliedern der „Gruppe Z“ dominiert; allerdings trat ihm auch die kleine Gruppe Hamburger Mitglieder der Aktionsgemeinschaft Unabhängiger Deutscher (AUD) bei. Im Herbst 1981 bildete sich in der Hansestadt eine sozialistisch orientierte Alternative Liste (AL), in der sich weitere Teile des KB, unabhängige Linke sowie viele Menschen aus Bürgerinitiativen zusammenfanden. Die ca. 650 Mitglieder zählende AL wurde von ehemaligen KB-Mitgliedern dominiert. Im Hinblick auf die im Juni 1982 bevorstehenden Hamburger Bürgerschaftswahlen begannen ziemlich schnell Verhandlungen zwischen den ca. 500 Mitglieder umfassenden Grünen und der AL, die zur Aufstellung einer gemeinsamen Liste führten. Zu einer getrennten Kandidatur von Grünen und AL kam es lediglich im Bezirk Wandsbek.

### Einzug in die Bürgerschaft
Bei der Bürgerschaftswahl im Juni 1982 errang die GAL 7,7 % und zog erstmals mit neun Abgeordneten – von denen Thomas Ebermann und Thea Bock am bekanntesten waren – in das Landesparlament ein. Es begann die Zeit der so genannten Hamburger Verhältnisse, da neben einer Großen Koalition rechnerisch nur noch eine rot-grüne Zusammenarbeit möglich war.
Es kam zu Gesprächen über die Tolerierung eines SPD-Senates durch die GAL, die von der SPD allerdings nach dem Sturz des aus Hamburg stammenden Bundeskanzlers Schmidt abgebrochen wurden. Seitens der GAL wurden die Tolerierungsgespräche mit dem Ziel geführt, die SPD als prinzipienlose Partei darzustellen und deren Widersprüche zwischen Handeln und Programmatik aufzuzeigen. Die SPD setzte dagegen auf Neuwahlen und erzielte schließlich im Dezember die absolute Mehrheit; die GAL verlor leicht und erreichte 6,8 % der Stimmen und acht Mandate.
1984 löste sich die Alternative Liste nach dem Rückzug der meisten in ihr aktiven KB-Mitglieder in den Hamburger Landesverband der Grünen auf, der von da an den Namen Grün-Alternative Liste führte.
Zur Bürgerschaftswahl im November 1986 trat die GAL – u. a. auf Betreiben der GAL-Politikerin und späteren Berliner Kultursenatorin Adrienne Goehler – mit einer reinen Frauenliste an und verbesserte sich auf 10,4 % der Stimmen bzw. 13 Mandate. Wie 1982 gab es nur die Alternative einer rot-grünen Zusammenarbeit oder der Großen Koalition, und wie 1982 kam es zu fruchtlosen Verhandlungen, an deren Ende wiederum Neuwahlen standen. Diesmal kreideten die Wähler das Scheitern der Regierungsbildung hauptsächlich der GAL an, die bei den Wahlen im Mai 1987 auf 7,0 % bzw. acht Mandate abrutschte. Die SPD konnte mit der FDP, die den Wiedereinzug in die Bürgerschaft schaffte, eine Koalition bilden.
In den Folgejahren nahmen die innerparteilichen Grabenkämpfe zwischen den bis dahin dominierenden „Fundis“ beziehungsweise „Ökosozialisten“ – mit der SPD bedingt kooperationsbereite Linke vs. „Realos“, die sich in Hamburg als „Reformgruppe“ bezeichneten – in der GAL stetig zu. Dies führte zu mehreren Spaltungen, unter anderem zur Abtrennung des Realoflügels als Grünes Forum im Februar 1990 und zum Austritt von sechs der acht Bürgerschaftsabgeordneten aus der Fraktion im März 1990, nachdem eine Landesmitgliederversammlung mit 90 % der Anwesenden den Beschluss gefasst hatte, dass die DDR anzuerkennen und die dortige Bürgerrechtsbewegung im Rahmen „internationaler Solidarität“ zu unterstützen sei. Weiter kam es zum Übertritt einzelner Linker zur PDS (Jürgen Reents, Michael Stamm) und zum Engagement anderer Ausgetretener in der neu gegründeten, kurzlebigen Radikalen Linken im Sommer 1990 (Thomas Ebermann, Regula Schmidt-Bott, Christian Schmidt, Rainer Trampert samt etwa 40 weiterer Aktivisten) sowie zur Gründung einer neuen, separaten Alternativen Liste durch ungefähr 60 Linke um Tay Eich, Gabriele Gottwald und Christina Kukielka im Frühjahr 1991. Andere Linke wie Ulla Jelpke, aber auch Anhänger realpolitischer Positionen wie Thea Bock (die sich der SPD anschloss) und Adrienne Goehler hatten die GAL schon vorher verlassen.
Da bei den bevorstehenden Bürgerschaftswahlen ein Scheitern an der Fünf-Prozent-Hürde drohte, beschloss die Rest-GAL (nun von Lokalpolitikern aus den sieben Hamburger Bezirken dominiert) im Frühjahr 1991, mit dem Grünen Forum Gespräche über die Aufstellung einer gemeinsamen Liste zu führen, und im April 1991 traten Grünes Forum und mehrere der Abgeordneten wieder in die GAL ein. Bei den Wahlen im Juni wurden 7,2 % der Stimmen und neun Sitze erreicht.
In den nächsten Jahren protestierte die GAL scharf gegen die von SPD und CDU vorgeschlagene massive Erhöhung der Diäten der Bürgerschaftsabgeordneten. Nach starken öffentlichen Protesten verzichtete die Bürgerschaft schließlich auf die Erhöhung.
Bei Neuwahlen im Herbst 1993 (ausgelöst durch eine Klage gegen rechtswidrige Verfahrensweisen der CDU bei der Aufstellung ihrer Kandidaten für die Bürgerschaftswahl 1991) verdoppelte sich die GAL auf 13,5 % bzw. 19 Sitze. Wieder gab es Verhandlungen über eine rot-grüne Koalition. Sie wurden von der GAL nach einigen Wochen jedoch mit der Begründung abgebrochen, die SPD sei nicht bereit, sich bei mehreren geplanten Großprojekten (Hafenausbau Altenwerder, Elbvertiefung, 4. Elbtunnelröhre) „zu bewegen“. Die SPD ging daraufhin mit Henning Voscherau als Bürgermeister eine Koalition mit der von Markus Wegner gegründeten STATT Partei ein. Auf Bezirksebene allerdings gab es seit 1989 eine bis 2008 bestehende förmliche rot-grüne Zusammenarbeit in Hamburg-Nord. Anfang 1994 kam es in Altona zu einer förmlichen Koalition der dort traditionell starken GAL-Fraktion (Vorsitzender: Olaf Wuttke) mit der SPD; dieses Bündnis hatte bis 1997 Bestand.

### Rot-grünes Bündnis

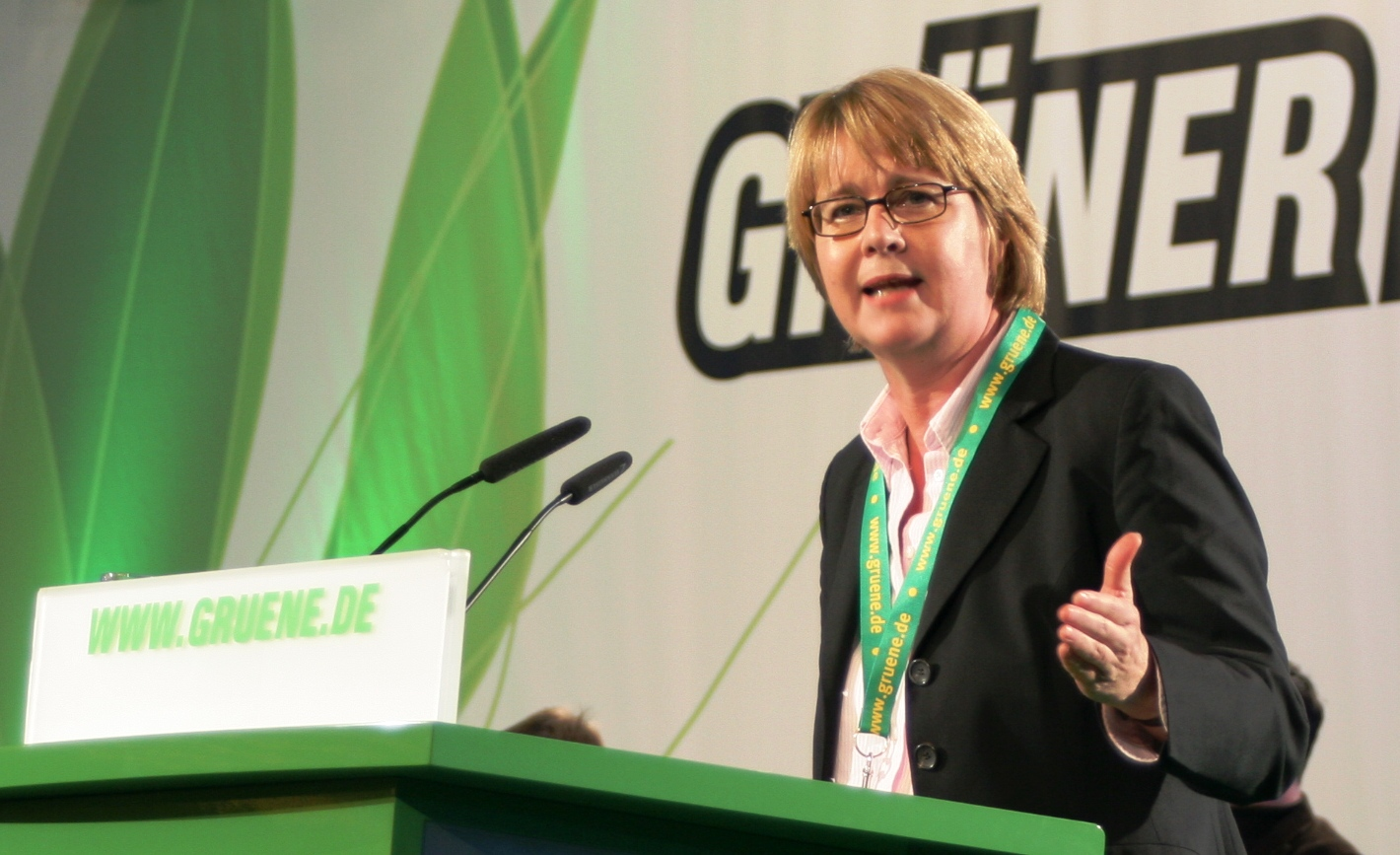
Krista Sager (2006), zweite Bürgermeisterin und Senatorin für Wissenschaft und Forschung in der rot-grünen Koalition

Nach weiteren Verlusten der SPD und Gewinnen der GAL (nun 13,9 % und 21 Sitze) bei den Bürgerschaftswahlen 1997 kam es dann doch zu einer rot-grünen Koalition in Hamburg. Krista Sager wurde Wissenschaftssenatorin und Zweite Bürgermeisterin.
Mitte 1999 erfuhr die GAL eine erneute Abspaltung. Da die Grünen den Kosovokrieg befürworteten, verließen fünf Bürgerschafts- und zahlreiche Bezirksabgeordnete die Partei und gründeten die Wählergemeinschaft Regenbogen – Für eine neue Linke, die bei den Wahlen von 2001 und 2004 über Ergebnisse von 1,7 % (2001) bzw. 1,1 % (2004) jedoch nicht hinauskam.

### Gang in die Opposition
Die Wahlen im September 2001 wurden von der rot-grünen Koalition verloren. Während die SPD ihren Stimmenanteil minimal steigern konnte, erlitt die GAL herbe Verluste und rutschte auf 8,6 % bzw. 11 Sitze ab, so dass Rot-Grün seine Mehrheit verlor.
Bei Neuwahlen im Februar 2004 (diesmal ausgelöst durch den Kollaps des CDU-Koalitionspartners Partei Rechtsstaatlicher Offensive) erholte sich die GAL auf 12,3 % und 17 Mandate, blieb aber im Landesparlament in der Opposition, da es diesmal die SPD war, die erheblich an Stimmen verlor. In einigen Bezirken trug die GAL jedoch weiterhin in verschiedenen Bündnissen politische Verantwortung. Erneut war es die Altonaer GAL, die Neuland betrat und die erste schwarz-grüne Koalition in Hamburg einging; kurz danach kam auch im Bezirk Harburg ein schwarz-grünes Bündnis zustande.
Auf Bundesebene stellte die GAL zwischen Herbst 2002 und Herbst 2005 mit Krista Sager eine der beiden Fraktionsvorsitzenden der Grünen im Deutschen Bundestag. Zudem zog Anja Hajduk, die gleichzeitig GAL-Landesvorsitzende war, für Hamburg in den Bundestag ein.

### Schwarz-grünes Bündnis

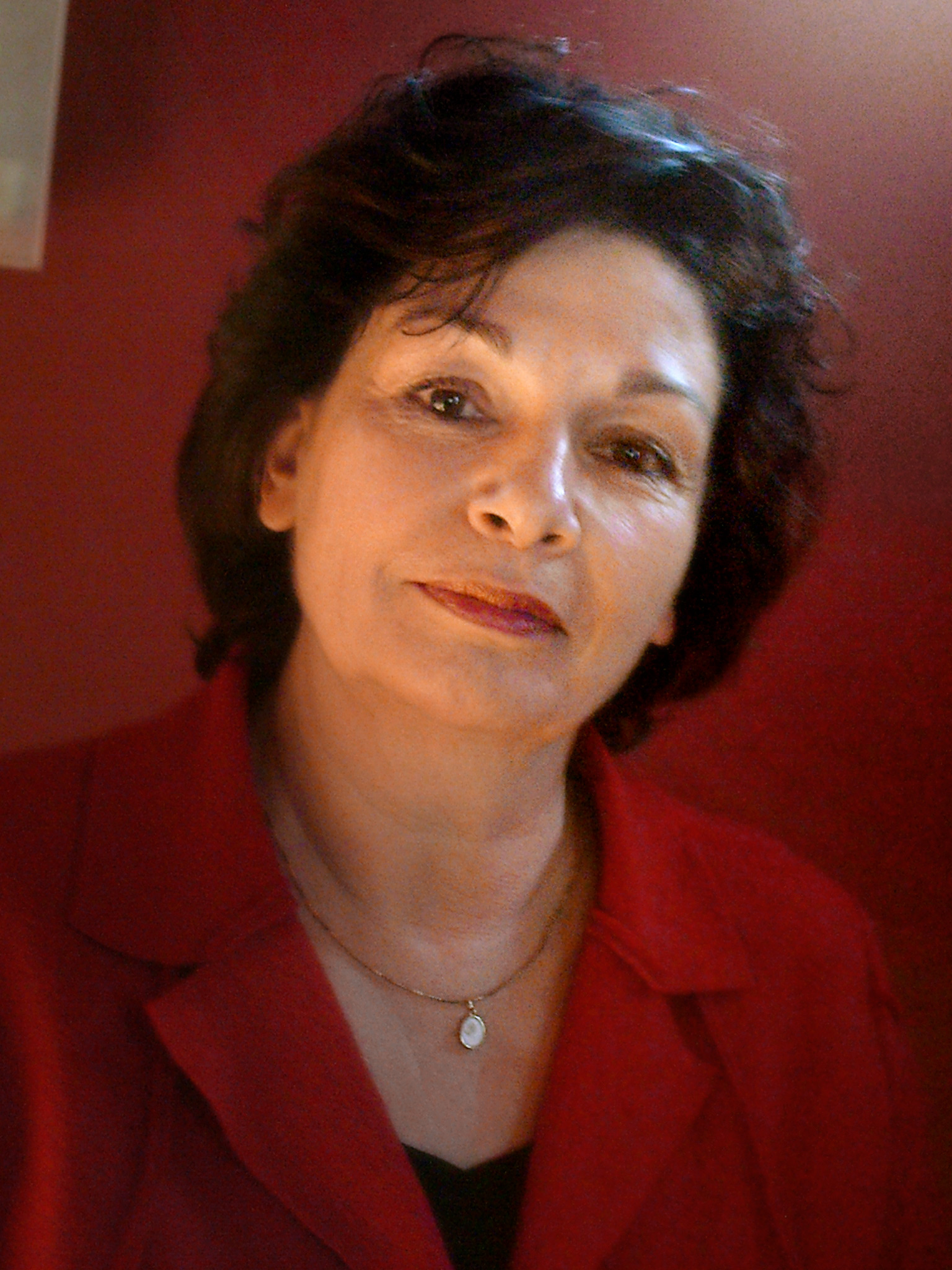
Christa Goetsch (2008), zweite Bürgermeisterin und Senatorin für Schule, Berufs- und Weiterbildung in der schwarz-grünen Koalition

Bei der Bürgerschaftswahl 2008 verlor die Hamburger CDU die absolute Mehrheit der Parlamentssitze. Da die FDP erneut nicht in die Bürgerschaft einzog und die SPD gemeinsam mit der GAL aufgrund des Einzugs der Linkspartei ebenfalls keine Mehrheit erreichen konnte, begann die GAL Koalitionsverhandlungen mit der CDU. Bereits im Wahlkampf hatte Hamburgs Erster Bürgermeister Ole von Beust ein Bündnis mit der GAL als Option für den Fall des Verlustes der absoluten Mehrheit genannt. Nach erfolgreichem Verhandlungsverlauf bildete die GAL seit dem 7. Mai 2008 gemeinsam mit der CDU die Landesregierung Hamburgs und damit das erste schwarz-grüne Bündnis in einem deutschen Bundesland. Eine erste Zerreißprobe überstand die Koalition ein halbes Jahr nach der Wahl, als die GAL-Senatorin für Stadtentwicklung und Umwelt den Bau des Kohlekraftwerks Moorburg genehmigte, die Mitgliederversammlung aber dennoch für die Fortsetzung des Bündnisses stimmte. Auf einer Pressekonferenz im Hamburger Rathaus am 18. Juli 2010 verkündete Ole von Beust seinen Rücktritt vom Amt als Erster Bürgermeister von Hamburg mit Wirkung zum 25. August 2010. Die Koalition wurde unter dem Nachfolger Christoph Ahlhaus fortgesetzt. Am 28. November 2010 entschieden die Spitzengremien der GAL, die Koalition zu beenden. Am Tag darauf erhielten die Senatoren der Grünen ihre Entlassungsurkunden.

### Erneute Opposition ab 2011 und Umbenennung in Grüne
Bei der Bürgerschaftswahl 2011 konnten +1,6 %-Pkt. gegenüber dem Ergebnis von 2008 zugelegt werden. Da jedoch die SPD mit einer absoluten Mehrheit den Senat stellte, saßen die GRÜNEN fortan mit 14 Abgeordneten erneut in der Opposition. Fraktionsvorsitzender war seitdem Jens Kerstan.
Auf einem Parteitag der Grün-Alternativen Liste wurde am 21. April 2012 beschlossen, sich in Bündnis 90/Die Grünen umzubenennen. Die Parteivorsitzende Katharina Fegebank argumentierte hierzu: „Wir sind keine Liste mehr, sondern eine Partei“. Zudem könnten vor allem Zugezogene und junge Mitglieder mit dem Namen GAL nichts mehr anfangen. 120 von 161 Mitgliedern stimmten für den Umbenennungsantrag. Von der Namensänderung war vorerst nur der Parteiname betroffen – der Fraktionsname blieb bis zur Feier anlässlich des 30-jährigen Jubiläums der Fraktion in der Hamburgischen Bürgerschaft am 18. August 2012 weiterhin „GAL-Fraktion“. Seitdem lautet der vollständige Name „Bündnis 90/Die Grünen – Bürgerschaftsfraktion Hamburg“ mit der Kurzform „GRÜNE-Fraktion Hamburg“.
Am 29. November 2014 stellten die GRÜNEN ihre Landesliste für die Bürgerschaftswahl 2015 auf, die von Katharina Fegebank und Jens Kerstan als Spitzenteam angeführt wurde.

### Rot-grüne Koalition ab 2015
Die Grünen erreichten bei der Bürgerschaftswahl 2015 12,3 % (+1,1 % gegenüber 2011) und traten in Koalitionsverhandlungen mit der SPD. Am 15. April 2015 wurde der rot-grüne Senat Scholz II mit drei grünen Senatoren vereidigt: Katharina Fegebank wurde Senatorin für Wissenschaft, Forschung und Gleichstellung, Jens Kerstan wurde Senator für Umwelt und Energie und Till Steffen wurde erneut Senator für Justiz.
Bei den zeitgleich mit der Europawahl stattfindenden Bezirksversammlungswahlen am 26. Mai 2019 gewannen die Grünen hamburgweit 31,3 %, ein Plus von 13,1 Prozentpunkten gegenüber 2014. Sie wurden damit erstmals landesweit sowie in den vier Bezirken Hamburg-Mitte, Altona, Eimsbüttel und Hamburg-Nord stärkste Partei.
Bei der Bürgerschaftswahl 2020 konnten die Grünen mit 24,2 Prozent der Stimmen ihr Rekordergebnis einfahren. Anschließend wurde die Koalition mit der SPD fortgesetzt (Senat Tschentscher II). Bei der Bürgerschaftswahl 2025 mussten die Grünen starke Verluste hinnehmen, dennoch wurde die Koalition mit der SPD fortgesetzt (Senat Tschentscher III).

## Kreisverbände und Jugendorganisation
Der Hamburger Landesverband von Bündnis 90/Die Grünen besteht aus sieben Kreisverbänden:
- Altona
- Bergedorf
- Eimsbüttel
- Harburg
- Mitte
- Nord
- Wandsbek

Darüber hinaus besteht mit der Grünen Jugend Hamburg (GJHH) eine parteinahe Jugendorganisation.

## Ergebnisse bei den Bürgerschaftswahlen
| Ergebnisse der Bürgerschaftswahlen | Ergebnisse der Bürgerschaftswahlen | Ergebnisse der Bürgerschaftswahlen | Ergebnisse der Bürgerschaftswahlen |
| Jahr                               | Stimmen                            | %                                  | Sitze                              |
| ---------------------------------- | ---------------------------------- | ---------------------------------- | ---------------------------------- |
| 1978 (a)                           | 43.340                             | 4,5 %                              | 0                                  |
| 1982 (Juni)                        | 73.404                             | 7,7 %                              | 9                                  |
| 1982 (Dezember)                    | 70.501                             | 6,8 %                              | 8                                  |
| 1986                               | 99.779                             | 10,4 %                             | 13                                 |
| 1987                               | 69.148                             | 7,0 %                              | 8                                  |
| 1991                               | 59.262                             | 7,2 %                              | 9                                  |
| 1993                               | 114.263                            | 13,5 %                             | 19                                 |
| 1997                               | 114.776                            | 13,9 %                             | 21                                 |
| 2001                               | 72.771                             | 8,5 %                              | 11                                 |
| 2004                               | 101.227                            | 12,3 %                             | 17                                 |
| 2008                               | 74.472                             | 9,6 %                              | 12                                 |
| 2011                               | 384.502 (b)                        | 11,2 %                             | 14                                 |
| 2015                               | 431.693                            | 12,3 %                             | 15                                 |
| 2020                               | 980.361                            | 24,2 %                             | 33                                 |
| 2025                               | 806.660                            | 18,5 %                             | 25                                 |